# مقاطعة سكوت (آيوا)
مقاطعة سكوت (بالإنجليزية: Scott County)‏ هي إحدى مقاطعات ولاية آيوا في الولايات المتحدة الأمريكية.

## أعلام
- بافالو بيل